# Rock Diamond
Rock Diamond é o terceiro álbum de estúdio de LAZY. Foi lançado em cinco de setembro de 1979 pela RCA Records e tem 10 faixas.

## Produção
Terceiro álbum da LAZY, primeira banda de Hironobu Kageyama, que também tinha membros da Neverland e da Loudness. Teve relançamentos em CD em 1991  e 2008. Neste último, duas músicas foram adicionadas.

## Recepção
O site CD Journal, no relançamento de 1991, disse que "vale a pena conferir o álbum, já que ele mostra cada membro começando a criar suas próprias músicas e explorar novos caminhos".

## Faixas
| N.º            | Título                                   | Letras           | Música            | Arranjo          | Duração |  |
| 1.             | "Omae Wa Howzit"                         | Ritsu Iwasawa    | Kunihiko Kase     | Shigeki Watanabe | 3:57    |  |
| 2.             | "Good-by, My Baby"                       | Eiji Takino      | Hiroyuki Tanaka   | LAZY             | 3:41    |  |
| 3.             | "Rock'n Roll Party"                      | E. Takino        | H. Tanaka         | LAZY             | 3:25    |  |
| 4.             | "Kimi Wa Lonely Angel"                   | Hozumi Hyodo     | Hironobu Kageyama | LAZY             | 4:59    |  |
| 5.             | "Sukisa, Sukisa, Sukisa"                 | Kazuko Kobayashi | Kingo Hamada      | Akira Inoue      | 4:03    |  |
| 6.             | "Hotel"                                  | Yoshiko Miura    | Akira Takasaki    | LAZY             | 4:24    |  |
| 7.             | "Umi Wo Mitsumete"                       | Y. Miura         | A. Takasaki       | LAZY             | 5:26    |  |
| 8.             | "Doraneko Mieco No Daishitsuren"         | Yukinojo Mori    | Shunji Inoue      | LAZY             | 4:07    |  |
| 9.             | "We Are Star"                            | Y. Miura         | Munetaka Higuchi  | LAZY             | 4:30    |  |
| 10.            | "Prelude"                                | Y. Mori          | Shunji Inoue      | LAZY             | 5:35    |  |
| 11.            | "Ai ni wa Ai wo" (edição de 2008)        | Y. Miura         | Koji Makaino      | K. Makaino       | 4:29    |  |
| 12.            | "Ushinawareta Densetsu" (edição de 2008) | Y. Mori          | K. Makaino        | K. Makaino       | 3:53    |  |
| Duração total: | Duração total:                           | Duração total:   | Duração total:    | Duração total:   | 52:29   |  |

## Integrantes
- Hironobu Kageyama (Michell) - Vocal

- Akira Takasaki (Suzy) - Guitarra

- Hiroyuki Tanaka (Funny) - Baixo

- Shunji Inoue (Pocky) - Teclado

- Munetaka Higuchi (Davy) - Bateria

## Créditos
- Design - Kazuhisa Fujita[7]
- Engenheiros - Kazuyuki Matsumoto e Yasuo Satoh[7]
- Remaster - Kojiro Tanaka[7]